# Юльевка (Костанайская область)
Юльевка (каз. Юльев) — село в Аулиекольском районе Костанайской области Казахстана. Административный центр Сулукольского сельского округа. Находится примерно в 29 км к югу от районного центра, села Аулиеколь. Код КАТО — 393647100.

## Население
В 1999 году население села составляло 1543 человека (717 мужчин и 826 женщин). По данным переписи 2009 года, в селе проживало 1190 человек (564 мужчины и 626 женщин).